# SAE J1772

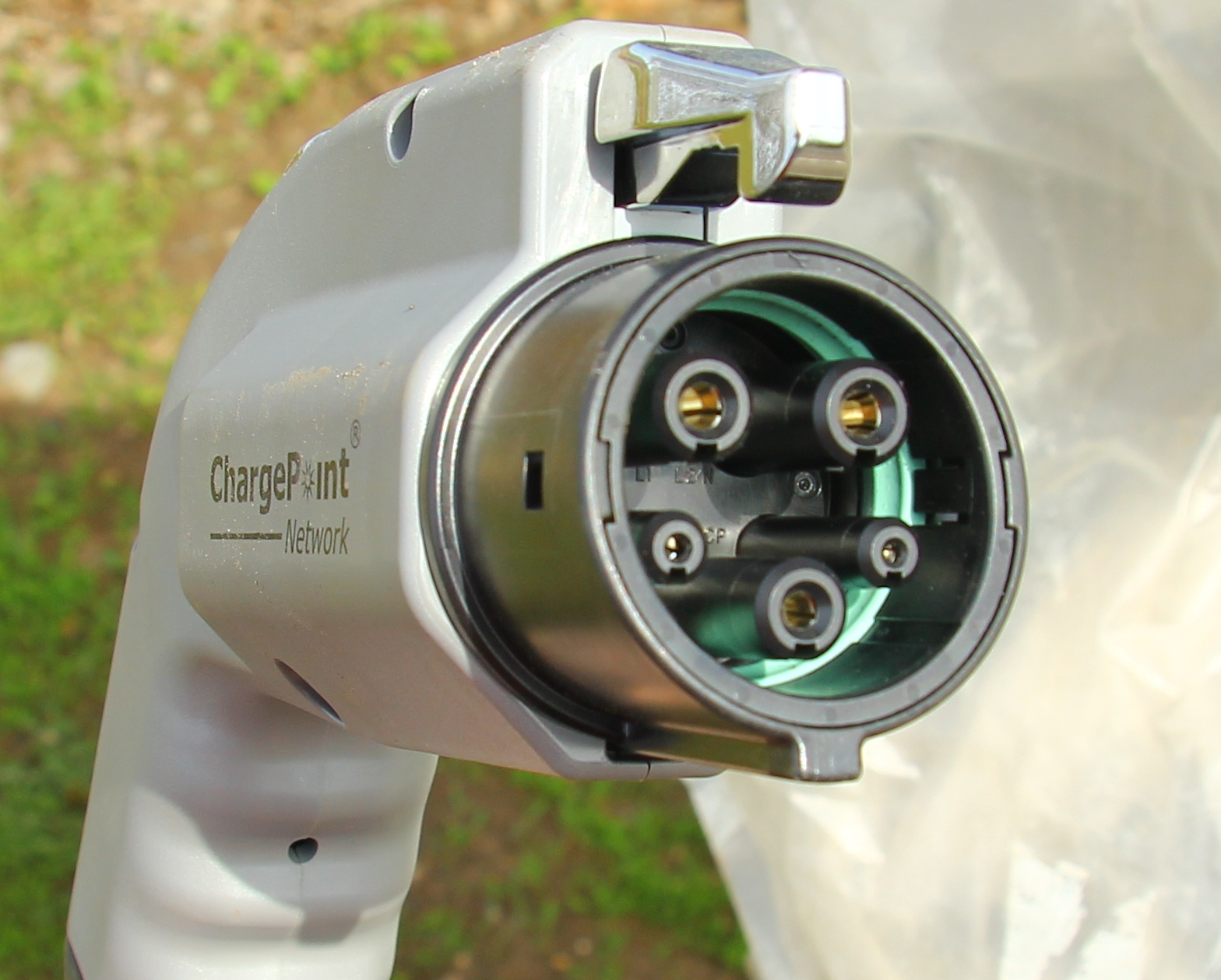
SAE-J1772-2009-Stecker, mit manuellem Verriegelungshaken. Abgesehen von zwei kleinen Kommunikations-Pins entspricht die Belegung den üblichen Schukosteckern mit zwei stromführenden Kontakten plus Schutzleiter

Die Norm SAE J1772 (auch Typ 1 genannt) beschreibt eine Reihe von Steckverbindern und Lademodi für Elektrofahrzeuge und wird von der Society of Automotive Engineers (SAE) gepflegt. Dieser einphasige und manuell entriegelbare Stecker ist in Europa in älteren Fahrzeugen meist aus Japan zu finden, da der IEC 62196 Typ 2 „Mennekes“ Stecker im Januar 2013 von der Europäischen Kommission als Standard festgelegt wurde (bis zu dreiphasig und elektrisch entriegelbar).

## Geschichte

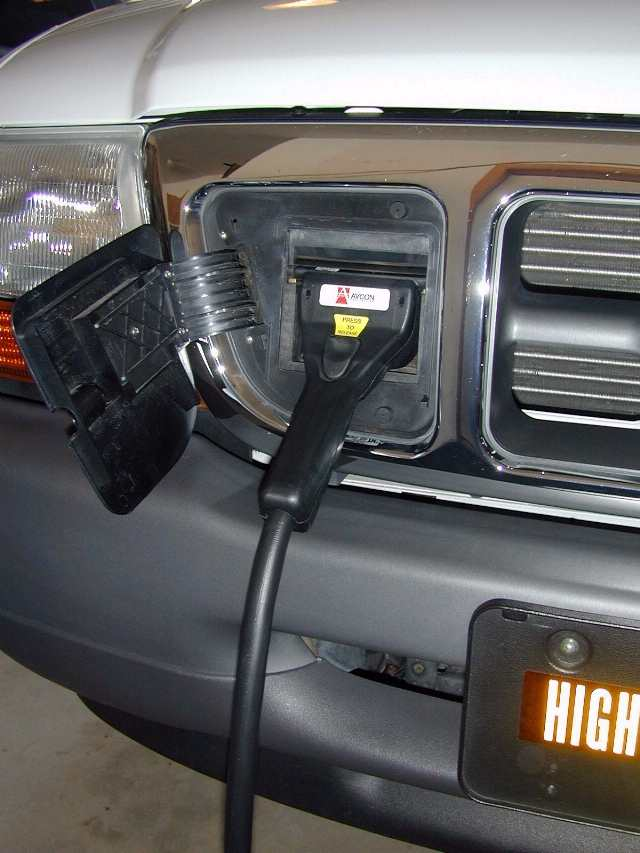
Historischer Avcon-Stecker an einem Ford Ranger EV

Die Idee geht auf eine Entscheidung der kalifornischen Emissionsschutzbehörde (CARB) zurück, die die Autohersteller verpflichtete, ab 1996 Nullemissionsfahrzeuge (Zero Emission Vehicles) anzubieten, dem sie mit Hilfe von Elektrofahrzeugen nachkamen. Die erste Serie ab 1996 wurde dabei mit dem Magne-Charge-Ladesystem (SAE J1773) ausgerüstet, das mit einem induktiven „Paddle“ funktionierte. Das ebenfalls 1996 vorgestellte konduktive Ladesystem (SAE J1772) wurde nicht eingesetzt. Jedoch kam die Kommission zu dem Schluss, dass das induktive Ladesystem den Ansprüchen nicht genügt, und forderten eine Revision des kabelgebundenen Ladesystems. 2001 wurde daher SAE J1773 zurückgezogen und ersetzt. Alle Fahrzeuge mit Magne-Charge-Ladesystem wurden zurückgerufen und meistenteils verschrottet.
Die 2001 verabschiedete SAE J1772 beinhaltet die Vorgaben der CARB, unter anderem wurde verschiedene Lademodi aufgenommen, die neben den in Nordamerika üblichen 120-Volt-Haushaltsanschlüssen auch schnellere Ladungsmöglichkeiten mit 240 Volt erlauben. Der Ladestecker in SAE J1772-2001 war rechteckig und basierte auf einem Design von Avcon und ist damit verwandt mit den in Europa gebräuchlichen Marechal-Ladesteckern (die zwei weitere Leiter für Drehstromanschluss haben). Eingeführte Elemente wie das Signalisieren des Ladestroms wurden parallel in die IEC 62196:2001 aufgenommen.
2009 wurde eine Revision des Standards verabschiedet, die einen neuen Steckertyp nach einem Design von Yazaki aufnahm, der nun rund war. Dieser SAE-J1772-2009-Ladestecker wurde in die Norm IEC 62196-2:2011 als Typ 1 („Type 1“) aufgenommen. Der Steckertyp hat fünf Steckkontakte – zwei Kontakte für einphasigen Wechselstrom, eine Erdung, und zwei Signalkontakte, die kompatibel mit den Signalkontakten sind, wie sie schon 2001 definiert wurden. Die Steckkontakte wurden im neuen Design für eine Schnellladung bis 80 Ampere ausgelegt.

## Ladestecker
Der 2009 definierte Ladestecker ist für das in Nordamerika verfügbare 120/240-Volt-Einphasen-Dreileiternetz ausgelegt. Das Design ist für 10.000 Steckzyklen ausgelegt, bei einem täglichen Steckzyklus also mindestens 27 Jahre. Der Stecker ist rund mit 43 Millimeter Durchmesser und hat fünf Kontakte: Zwei stromführende Kontakte (Außenleiter/Neutralleiter L1 und L2/N), einen Schutzleiter (PE) und zwei Signalkontakte (CP und PP).

## Ladebereiche
Die Vorgaben der Emissionsschutzbehörde CARB unterscheiden drei Ladebereiche: Level 1, Level 2 und Level 3. Dabei dient CARB „Level 1“ dem Anschluss an einfache Haushaltssteckdosen mit 120 Volt mit maximal 16 Ampere (IEC 61851 Mode 1), bei denen über den Schutzleiter geerdet werden kann. Der CARB „Level 2“ erlaubt die Nutzung der Geräteanschlüsse mit 240 Volt mit maximal 32 Ampere (IEC 61851 Mode 2), die im Dreileiternetz die beiden Außenleiter abgreift. Der CARB „Level 3“ bezeichnet die Schnellladung mit Gleichstrom mit bis zu 400 Volt (61851 Mode 4). In der Revision 2009 wurde der Level 2 erweitert, sodass er mit dem neuen Yazaki-Design und entsprechend dicken Zuleitungen auch 80 Ampere erlaubt.
Im SAE-Standard wurden die Vorgaben der CARB übernommen, jedoch werden die Ladeströme nach Wechselstrom („AC Level 1“ und „AC Level 2“) und Gleichstrom („DC Level 1“ und „DC Level 2“) unterschieden. Für die Anwendung mit Gleichstrom wurde auch ein um zwei weitere Kontakte ergänzter Ladestecker definiert, der jedoch nie zum Einsatz kam (stattdessen verbreitet sich der TEPCO-kompatible Stecker der CHAdeMO Ladestationen). Für die Erweiterung mit 80 Ampere ist bisher kein Steckermodell zertifiziert worden.
Die SAE arbeitet an Erweiterungen der Spezifikation, unter anderem ein „AC Level 3“ zur Ladung mit Drehstrom. Auch für die Gleichstromladung gab es Vorlagen, mit der Vorstellung des Combined Charging System führender Automobilhersteller arbeitet die SAE an deren Integration.
| Ladebereich | Nennspannung                                  | Phasen                                        | Max. Strom                                    | Leistung |
| ----------- | --------------------------------------------- | --------------------------------------------- | --------------------------------------------- | -------- |
| AC Level 1  | 120 V                                         | 1 Phase mit Neutralleiter (L1-N)              | 13 A 16 A                                     | 1,9 kW   |
| AC Level 2  | 240 V                                         | 1 Phase über Außenleiter (L1-L2)              | 32 A (2001) 80 A (2009)                       | 19,2 kW  |
| AC Level 3  | ein- und dreiphasig (noch nicht spezifiziert) | ein- und dreiphasig (noch nicht spezifiziert) | ein- und dreiphasig (noch nicht spezifiziert) | > 20 kW  |

| Ladebereich | Spannungsbereich | Spannungsform               | Max. Strom | Leistung |
| ----------- | ---------------- | --------------------------- | ---------- | -------- |
| DC Level 1  | 200–450 V        | Gleichstrom der Ladestation | 80 A       | 36 kW    |
| DC Level 2  | 200–450 V        | Gleichstrom der Ladestation | 200 A      | 90 kW    |
| DC Level 3  | 200–600 V        | Gleichstrom der Ladestation | 400 A      | 240 kW   |

## Signalisierung

Anschlussschema der J1772-Signalkontakte

Die Funktion der Signalkontakte wurde erstmals 2001 beschrieben (sowohl in SAE J1772 als auch in IEC 61851). Eine Ladestation legt dabei an den Pilotkontakt CP (Contact Pilot) und den Proximity-Schalter PP (Proximity Pilot, auch Plug Present) eine Spannung von 12 Volt an. Das Protokoll ist geeignet, auf serielle Datenübertragung zu verzichten (im Gegensatz zum CAN-Bus bei Chademo und EnergyBus). Die SAE J1772 geht von einem Betriebstemperaturbereich von mindestens −40 °C bis +85 °C aus.
Auf dem Pilotkontakt CP wird eine Ladestation über einen 1-kΩ-Widerstand eine Spannung von +12 V anlegen und bei angeschlossenem Fahrzeug mit einer 1-kHz-Rechteckschwingung ihre Bereitschaft anzeigen (Signalbereich ±12 V ±0,4 V). Auf der Seite des Elektrofahrzeugs wird der Stromkreis von CP über einen Widerstand und eine Diode auf den Schutzleiter PE zurückgeführt. Öffentliche Ladestationen sind bei offenem Stromkreis grundsätzlich spannungsfrei, auch wenn der Standard eine Leistungsabgabe nach Mode 1 (maximal 16 Ampere) erlaubt. Bei geschlossenem Stromkreis kann die Ladestation darüber hinaus die Funktionsfähigkeit des Schutzleiters testen. Solange kein Elektrofahrzeug eingesteckt ist, liegt auf dem CP dauerhaft +12 V an (Status A „standby“). Sobald das Elektrofahrzeug eingesteckt wird, wird über einen Widerstand im Fahrzeug von 2740 Ω ein Mode 3 kompatibles Fahrzeug gemeldet (Status B „vehicle detected“), das noch keine Ladung anfordert. Bei 882 Ω ist das Fahrzeug bereit für einen Ladestrom (Status C „ready“) und bei 246 Ω wird zusätzlich eine Lüftung angefordert (Status D „with ventilation“), was im Außenbereich keinen Unterschied macht, in Innenräumen aber bei fehlender Belüftung den Ladestrom kappt. Eine nicht funktionsbereite Ladestation signalisiert dies mittels einer Spannung von 0 V auf dem CP (Status E „no power“), mittels dauerhaften −12 V einen Fehler (Status F „error“).
Die Ladestation signalisiert dem Fahrzeug über eine Pulsweitenmodulation der 1-kHz-Rechteckschwingung die maximal erlaubte Stromaufnahme je Phase. Die erlaubte Stromaufnahme berechnet sich aus dem PWM-Tastgrad in % gemäß IEC 61851-1:2017 Table A.8 wie folgt: (Tastgrad in %) × 0,6A für Tastgrade zwischen 10 % und 85 % somit ein Strom zwischen 6 A und 51 A; ((Tastgrad in %) - 64) × 2,5A für Tastgrade zwischen 85 % und 96 % somit ein Strom zwischen 52,5 A und 80 A. Darüber hinaus ist der Bereich von 3 % bis 7 % (nominell 5 %) zur Signalisierung einer ausschließlich digitalen Kommunikation nach ISO 15118 oder IEC 61851-24 (siehe Vehicle to Grid) reserviert.
| Tastgrad PWM D in % | Maximal zulässiger Strom                      | Beschreibung |
| ------------------- | --------------------------------------------- | --- |
| D < 3 %             | 0 A                                           | Strombezug nicht erlaubt |
| 3 % ≤ D ≤ 7 %       | Wie durch digitale Kommunikation signalisiert | Ein nomineller Tastgrad von 5 % signalisiert eine ausschließlich digitale Kommunikation nach ISO 15118 oder IEC 61851-24. Ein Strombezug in diesem Tastgradbereich ohne digitale Kommunikation ist nicht zulässig. Eine digitale Kommunikation ist auch bei anderen Tastgraden möglich. |
| 7 % ≤ D < 8 %       | 0 A                                           | Strombezug nicht erlaubt |
| 8 % ≤ D < 10 %      | 6 A                                           | Manche Fahrzeuge beziehen hier einen niedrigeren Strom gemäß D × 0,6 A, also 4,8 A bis 6 A |
| 10 % ≤ D ≤ 85 %     | D × 0,6 A                                     | 6 A bis 51 A |
| 85 % < D ≤ 96 %     | (D - 64) × 2,5 A                              | 51 A bis 80 A |
| 96 % < D ≤ 97 %     | 80 A                                          | |
| 97 % < D ≤ 100 %    | 0 A                                           | Strombezug nicht erlaubt |

In Anschlussbeispielen in SAE J1772:2001 wird gezeigt, dass der Stromkreis CP-PE dauerhaft auf 2740 Ω geschaltet ist (Spannungsabfall von +12 V auf +9 V bei gestecktem Kabel, das den Signalgenerator der Ladestation aktiviert) und bei fahrzeugseitiger Aktivierung der Ladung (per Schalter) ein Widerstand mit 1300 Ω parallel geschaltet wird (Spannungsabfall auf +6 V) beziehungsweise 270 Ω mit Ventilator (Spannungsabfall auf +3 V), sodass der Detektor der Ladestation allein auf die Spannung CP-PE reagiert. Durch die Diode wird nur die Plusspannung gesenkt, die Messung der Minusspannung zeigt weiter −12 V – eine Minusspannung auf CP (nur bei aktivem Signalgenerator vorhanden) ist ein Fehlerwert, der den Ladestrom abschaltet.
Die Pulsweite auf dem 1 kHz CP signal zeigt die maximale Stromlast an – laut SAE beinhaltet das Steckdose des Ladegeräts, Kabelzuführung und Steckbuchse am Fahrzeug. In der US-Definition wird die „ampacity“ (ampere capacity) doppelt angegeben, für Dauerlast und für kurzzeitige Anwendung, während die IEC die gleichen Abstufungen mit nur einem nominellen Stromwert angibt. Die SAE hat die maximale Stromlast auf der Basis einer Formel definiert, die die 1000 µs Zykluslänge der Trägerfrequenz (das 1 kHz Signal) nimmt und je 10 µs Pulsweite mit 0,6 A multipliziert, um die Dauerlast des Anschlusses zu definieren (mit minimal 100 µs = 6 A und maximal 800 µs = 48 A).
| Gesamtwiderstand CP-PE        | offen    | 2740 Ω           | 882 Ω            | 246 Ω            |                     |          |
| Widerstand R2 bei R3 = 2740 Ω | —        | — 2740 Ω         | 1300 Ω 2740 Ω    | 270 Ω 2740 Ω     |                     |          |
| Messspannung CP-PE            | +12 V    | +9 V ±1 V        | +6 V ±1 V        | +3 V ±1 V        | ±0 V                | −12 V    |
| Grundstatus                   | Status A | Status B         | Status C         | Status D         | Status E            | Status F |
| Ladefreigabe                  | standby  | vehicle detected | ready (charging) | with ventilation | no power (shut off) | error    |

| PWM  | SAE dauerhaft | SAE kurzzeitig | IEC omnicharge |
| ---- | ------------- | -------------- | -------------- |
| 50 % | 30 A cont     | 36 A peak      | 32 A (EU)      |
| 40 % | 24 A cont     | 30 A peak      | 25,5 (EU)      |
| 30 % | 18 A cont     | 22 A peak      | 19 A (EU)      |
| 25 % | 15 A cont     | 20 A peak      | 16 A (EU)      |
| 16 % |               |                | 10 A (EU)      |
| 10 % |               |                | 6 A (EU)       |

Der PP-Kontakt auch „Plug-Present“-Kontakt genannt (Stecker-angeschlossen-Indikator) liefert wie in der Grafik „Anschlussschema der J1772-Signalkontakte“ beschrieben über den Schalter S3 die Information, ob am Stecker gerade gezogen wird. Der Schalter S3 ist dazu als Öffner mechanisch mit der Verrieglungsklinke im Stecker verbunden. Die Erdschleife zwischen PP und Schutzleiter beträgt im Ruhezustand 150 Ohm. Betätigt man mit der Hand die Stecker-Entriegelungsklinke, so steigt der Widerstand in der Erdschleife durch den sich nun öffnenden Schalter S3 auf 470 Ohm an. Die Ladeelektronik im Fahrzeug kann über diese Information den Ladevorgang abbrechen und ermöglicht so ein stromloses Trennen des Steckers vom Fahrzeug. Die beiden Widerstände R6 und R7 sind dazu im Stecker verbaut.
| Typ 1 Stecker      | nicht verbunden | Knopf (S3 Klinke am Stecker) gedrückt | verbunden |
| Messspannung PP-PE | +4,5 V          | +3,0 V                                | +1,5 V    |

SAE J1772 sieht keine Verbindung des PP-Kontaktes zur Ladestation vor, daher kann der PP-Kontakt im europäischen Mennekes-Typ-2-Stecker-System zur Kodierung der maximalen Stromstärke des Ladekabels verwendet werden.

### Vehicle to Grid (V2G)
Der Standard aus dem Jahr 2001 beschränkt sich im Wesentlichen darauf, die elektrische Anlage der Ladestation (Stromtankstelle) nicht zu überlasten. Die Kommunikation zwischen Stromtankstelle und Batteriemanagementsystem des Fahrzeugs mit Spannungsbereichen und PWM-Tastgrad ist für die Steuerung eines bidirektionalen Energieaustausches nicht ausreichend. Anstelle des in Japan und China gängigen CAN-Bus verwendet die IEC beim Combined Charging System hierfür eine Erweiterung des vorhandenen Protokolls. Das zusätzliche Verfahren stellt die Vehicle to Grid Funktion auf Basis einer Homeplug GreenPHY Trägerfrequenzanlage bereit, die vorhandene Kontakte nutzen kann. Die Entwicklung wird wesentlich in ISO 15118 Arbeitsgruppe vorangetrieben.

## Verriegelung
Damit es nicht zu Schaltlichtbögen beim Abziehen des Steckers kommt, ist eine Verriegelung des Steckers während des Ladevorgangs vorgesehen. Beim Typ-1-Stecker ist dieser rein mechanisch ausgeführt: an der Oberseite befindet sich eine Klinke, die beim Einstecken in die Ladestation rastet. Wird durch einen Druckhebel die Klinke gelöst, so wird dieses über einen Öffner über den PP-Kontakt (Proximity Pilot, auch Plug Present) an die Ladeelektronik des Fahrzeuges gemeldet und der Ladevorgang damit sofort beendet. Eine weitere Lösung ist ein Reedkontakt, der im Stecker durch einen Magneten am Auto geschlossen wird.